# Campeonato Paraibano de Futebol de 2022 - Terceira Divisão
O Campeonato Paraibano de Futebol de 2022 - Terceira Divisão foi a 2ª edição desta competição futebolística organizada pela Federação Paraibana de Futebol.
O campeonato iniciou no dia 13 de novembro, e contou com 4 equipes participantes. Será disputada em uma única fase, em que os clubes jogam entre si em turno único, classificando os dois melhores para a Segunda Divisão de 2023.
O campeão foi o Pombal, após uma decisão judicial que puniu a equipe do Inter da Paraíba com a perda de seis pontos, devido à uma irregularidade na partida contra o Esporte-PB.

## Equipes participantes

### Promovidos e rebaixados
| Pos. | Rebaixados da Segunda Divisão 2021 |
| ---- | ---------------------------------- |
| 11º  | Inter da Paraíba                   |
| 12º  | Esporte-PB                         |

| Pos. | Promovido da Segunda Divisão 2021 |
| ---- | --------------------------------- |
| 1º   | Spartax                           |
| 2º   | Serra Branca                      |

### Informações das equipes
| Baixa | Equipe rebaixada da Segunda Divisão 2021 |

## Premiação
| Campeonato Paraibano Terceira Divisão 2022 |
| ------------------------------------------ |
| Pombal Campeão (1.º título)                |